# بانویی از لوئیزیانا
«بانویی از لوئیزیانا» (انگلیسی: Lady from Louisiana) یک فیلم به کارگردانی برنارد وورهاوس در سبک کمدی-درام و درام است که در سال ۱۹۴۱ منتشر شد.

## بازیگران
- جان وین
- اونا مانسون
- دوروتی دندریج
- جیمز سی. مورتون
- ماوریس کاستلو
- هاوارد هیکمن
- جک پنیک